# Łomża
Łomża (Duits: Lomscha) is een stad in het Poolse woiwodschap Podlachië. Het is een zelfstandig stadsdistrict. De oppervlakte bedraagt 32,71 km², het inwonertal 63.880 (2005).